# Huida a Egipto
Huida a Egipto (« Fuite en Égypte ») est une eau-forte réalisée par Francisco de Goya entre 1771 et 1774 faisant partie d'une petite série composée de trois incisions et deux dessins préparatoires réalisée entre les années 1770 et le début des années 1780. Il existe sept ou huit exemplaires de cette estampe, toutes aux mêmes caractéristiques, ce qui semble indiquer qu'il s'agit d'un tirage limité.

## Contexte de l'œuvre
Les trois gravures, Huida a Egipto, San Isidro Labrador et San Francisco de Paula, ainsi que leurs dessins préparatoires font partie d'un ensemble d'estampes de thématique religieuse réalisé par Goya. Le fait qu'ils aient été exécutés à des moments très séparés permet de noter une évolution qui tient à la maturation du peintre et à son acquisition graduelle d'une meilleure connaissance de la technique de l'eau-forte.

## Analyse
Cette estampe a été signée à la manière italienne, ce qui renforce la théorie selon laquelle elle aurait été exécutée pendant son séjour dans ce pays.
Bien que le protagoniste soit censé être l'Enfant Jésus, Goya le situe dans l'ombre, tandis que Marie (mère de Jésus) et Joseph occupent l'attention. Ce dernier, de profil, soutient la plate-longe de l'âne et regarde Marie.
Goya utilise peu de tracé pour construire ses personnages et résout le panneggio (le rendu des plis des vêtements) ainsi que les visages de façon superficielle. Il crée les ombres et le corps de l'animal au moyen de grisés utilisés par des traits brefs et décidés, mais très réguliers et monotones. Aucun indice sur le paysage n'est donné. Certaines maladresses notables sur cette gravure trahissent le manque d'expérience de l'auteur et la difficulté pour donner corps à ses personnages.
On note l'influence classiciste de Carlo Maratta, qui aborde vers 1652 le thème de la fuite en Égypte dans l'église Saint-Isidore de Rome : la scène est conçue différemment, mais les personnages et le traitement des vêtements sont similaires. Par ailleurs, Wilson-Bareau note les analogies entre le classicisme des personnages des peintures de Goya dans la Chartreuse d'Aula Dei et ceux de cette gravure.

### Bibliothèque
- Pierre Gassier et Juliet Wilson-Bareau (trad. François Lachenal, Renée Loche et Marie-José Treichler (pour les textes de Juliet Wilson-Bareau), Vie et œuvre de Francisco Goya : L'œuvre complète illustrée, peintures, dessins, gravures, Paris, Vilo, 1970, 400 p. (OCLC 243248), p. 13-14, 50
- (es) Antonio F. Fuster, Goya : Los aguafuertes, Madrid, Goya Hispano-Inglesa de Reaseguros, 1964, 129 p. (OCLC 749275980)
- (es) María Luisa Cuenca García, Javier Docampo et Pilar Vinatea, Catálogo de las estampas de Goya en la Biblioteca Nacional, Madrid, Ministerio de Educación y Cultura, Biblioteca Nacional, 1996, 311 p. (ISBN 9788492148745)
- (en) Tomás Harris, Goya engravings and lithographs, vol. I, Oxford, Cassirer, 1964 (OCLC 1489923)